# Сатушев, Дмитрий Владимирович
Дмитрий Владимирович Сатушев (род. 12 апреля 1983, Усть-Каменогорск, Казахская ССР) — российский виолончелист, педагог. Музыкальный руководитель Санкт-Петербургского академического камерного ансамбля.

## Биография
Родился в 1983 году в Казахстане.
В 2000 году поступил в Новосибирскую государственную консерваторию им. М. И. Глинки в класс Заслуженного артиста РФ, профессора Евгения Захаровича Нилова. В этом же году завоевал первую премию на Международном конкурсе им. А. С. Аренского.
В 2002 году продолжил своё музыкальное образование в Санкт-Петербургской государственной консерватории им. Н. А. Римского-Корсакова под руководством профессора Святослава Борисовича Загурского и Народного артиста РСФСР, профессора Анатолия Павловича Никитина.
Во время обучения в Санкт-Петербургской консерватории стал солистом Санкт-Петербургского центра исторического исполнительства при СПбГК им. Н. А. Римского-Корсакова. В 2006 году окончил Санкт-Петербургскую консерваторию.
Принимал участие в Международном фестивале «Cello Drive», в Международном фестивале «Мастера музыки», проходил обучение у профессора Национальной академии Св. Цецилии Джованни Соллима. Сотрудничал с Марком Варшавским. С 2010 года — солист ансамбля «Save Tempo».
В 2011 году стал Лауреатом III Фестиваля искусств имени М. Л. Ростроповича.
В 2017 году стал одним из основателей Санкт-Петербургского академического камерного ансамбля, в сентябре этого же года был назначен музыкальным руководителем коллектива. В составе ансамбля осуществил мировую премьеру оперы Дж. Ристори «Каландро».
По настоящее время ведёт активную концертную, гастрольную деятельность в лучших залах и городах России как солист, преподаватель, участник камерных составов, в дуэте с Органистами разных городов...
Более 20 лет занимается концертной, педагогической работой и ведёт научно-исследовательскую деятельность. Многие ученики класса виолончелиста неоднократно становились Лауреатами и Дипломантами как Всероссийских, так и Международных конкурсов.

## Научно-исследовательская деятельность
Параллельно с исполнительской деятельностью и педагогической практикой ведёт научно-исследовательскую работу в области музыковедения и педагогики. Виолончелистом опубликованы научные работы в научно-исследовательских изданиях. В 2017 году вошёл в 14-й том энциклопедии «Учёные России» (издание в 2018 году).

## Общественная деятельность
В 2014 году внёс вклад в установку памятной стелы в честь присвоения почетного звания «Город воинской славы» городу Ломоносову.

## Звания и награды
- Лауреат международгого конкурса им. А. С. Аренского
- Лауреат международного фестиваля им. М. Л. Ростроповича
- Лауреат конкурса «Педагогические надежды XXI века»